# Pluxee România
Pluxee România este o companie specializată în emiterea de beneficii extra-salariale pentru angajați, cum ar fi tichete de masă, tichete cadou, tichete de vacanță și alte soluții similare. Pluxee face parte din grupul internațional Sodexo.